# 아순시온 국립미술관

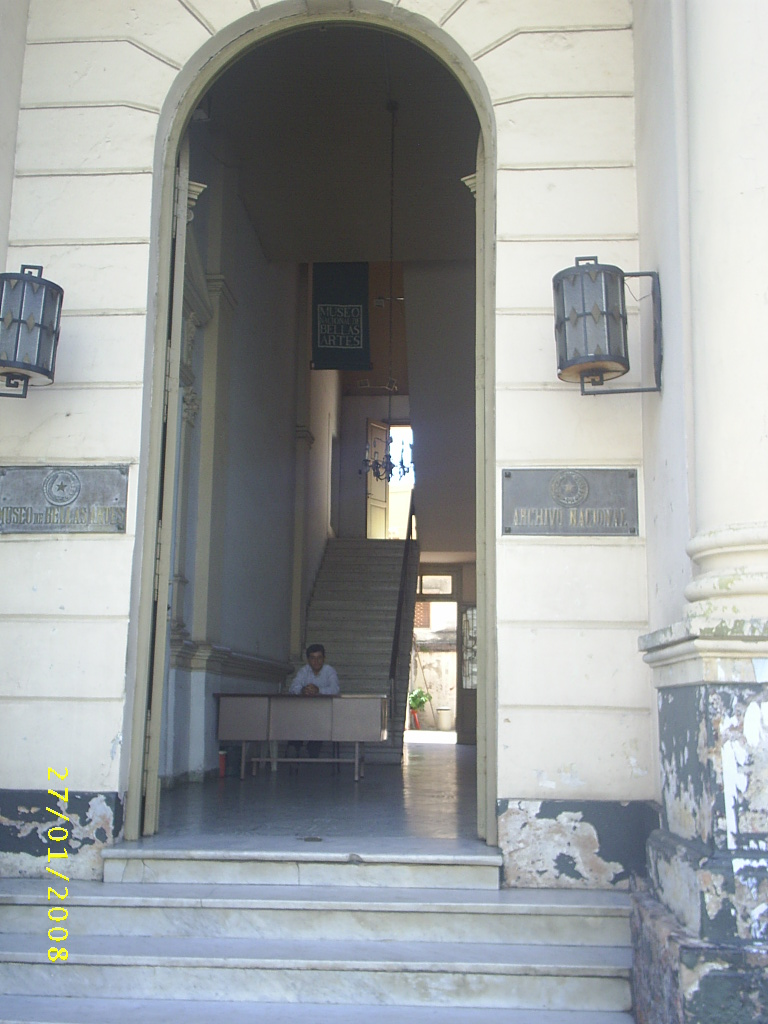
아순시온 국립미술관

아순시온 국립미술관(스페인어: Museo Nacional de Bellas Artes de Asunción)은 파라과이 아순시온에 위치한 미술관이다.